# كرايات الإمبراطورية الروسية
كان بالإمبراطورية الروسية عدة كرايات
- الكراي الغربي
  - الكراي الشمالي الغربي
  - الكراي الجنوبي الغربي
- كراي تركستان
- كراي أمور
- كراي أوسوري
- كراي بريسليفسكي

انظر: كرايات روسيا